# سگ فلکه‌ای

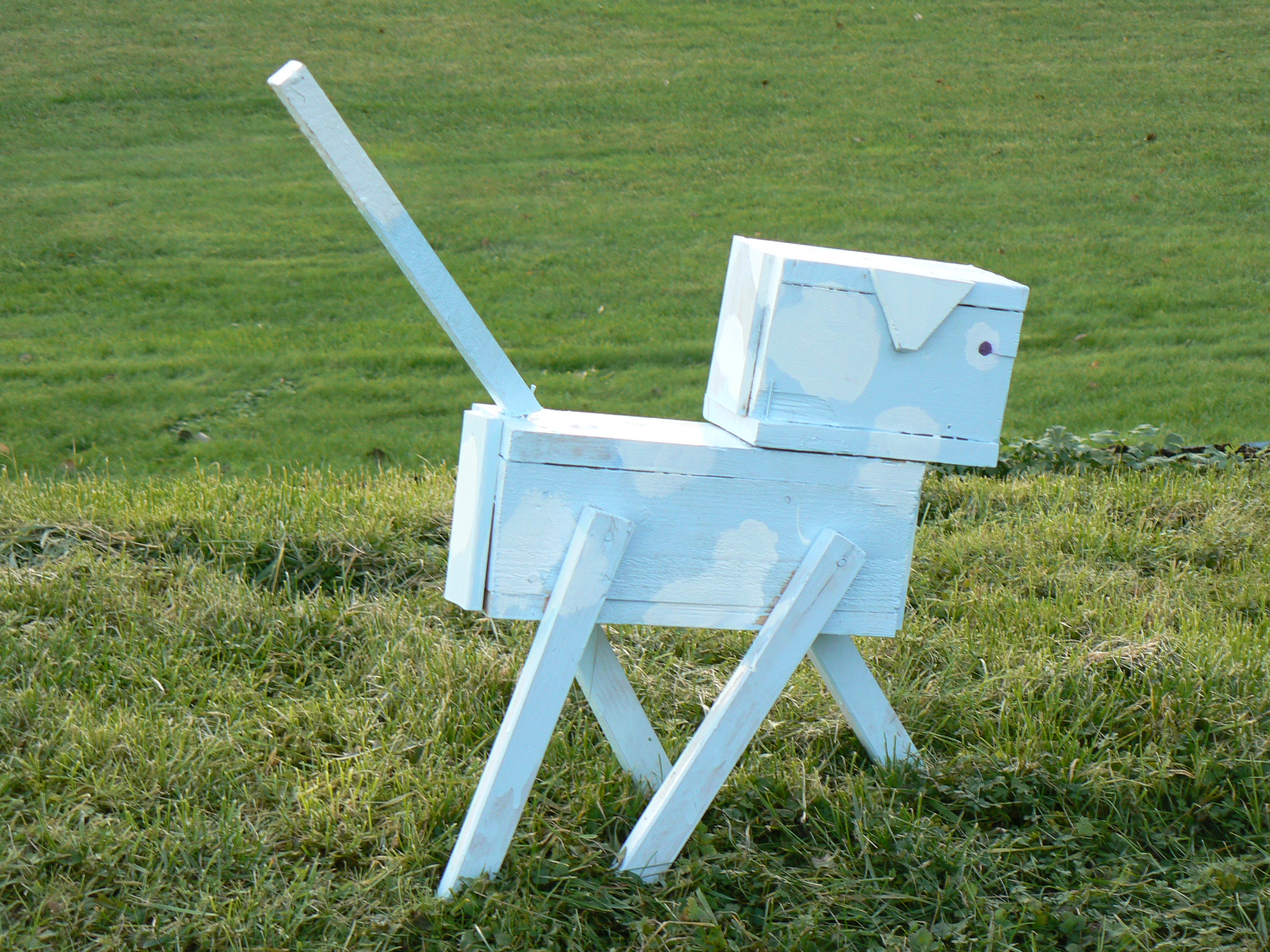
یک سگ فلکه‌ای در فلکهٔ Vallarondellen شهر لینشوپینگ سوئد

سگ فلکه‌ای (به سوئدی: rondellhund) نوعی از هنر چیدمان خیابانی است و به مجسمه‌هایی شبیه سگ گفته می‌شود که جنس‌شان معمولاً از چوب و بعضی اوقات از فلز، پلاستیک یا پارچه است. سگ‌های فلکه‌ای اولین بار در سال ۲۰۰۶، توسط افراد گمنام ساخته و در حاشیهٔ تعدادی از میدان‌های سوئد قرار داده شدند. این مجسمه‌ها جایگزینی برای آثار هنری محبوب و اغلب پرهزینه‌ای بودند که معمولاً توسط شوراهای محلی سفارش داده می‌شدند.
در مارس ۲۰۰۶ تندیس یک سگ بتنی اثر استینا اوپیتز که به سفارش شورای شهر لینشوپینگ در حاشیهٔ یک میدان نصب شده بود توسط افراد ناشناس تخریب و بقایای آن محل برداشته شد. این اتفاق سرآغاز پدیدهٔ سگ‌های فلکه‌ای بود. پس از حدود یک ماه، سگ جدیدی ساخته شده از چوب در آن محل ظاهر شد و تا پایان سال حدود ۶۰ سگ دیگر در مناطق مختلف شهر قرار داده شدند.
سگ فلکه‌ای منشأ الهام لارس ویلکس برای خلق تصاویری از محمد بوده که در آن‌ها پیغمبر مسلمان‌ها را با بدن سگ به تصویر کشیده‌است.